# Nadejda Radzévitx
Nadejda Boríssovna Radzévitx (rus: Надежда Борисовна Радзевич) (Orenburg, 10 de març de 1953) és una exjugadora de voleibol de Rússia. Va ser internacional amb la Selecció femenina de voleibol de la Unió Soviètica. Va competir en els Jocs Olímpics d'Estiu de 1980 a Moscou en els quals va guanyar la medalla d'or i va jugar els cinc partits.